# Бобби-Бобби
Бобби-Бобби — сверхъестественное существо в мифах группы австралийских аборигенов Бинбинга из Северной территории в Австралии, 

## Предание
Бобби-Бобби жил на небесах в мифологическую эру «времени сновидений».
Он был огромным змеем, похожим на Радужного Змея, и изначально относился к людям доброжелательно. 
С небес он увидел, что одной воды людям мало, чтобы выжить, поэтому он создал для них летающих лис, чтобы люди могли их ловить и есть. 
Когда лисы стали летать слишком высоко для того, чтобы люди могли поймать их, Бобби-Бобби извлек одно из своих рёбер и отдал его людям, которые использовали его как первый в истории бумеранг.
Согласно преданию, некоторые люди не были довольны этими дарами и горели желанием увидеть, как выглядит небесный рай. 
Двое мужчин притворились, что они хотели, открыть проход в небе и поблагодарить Бобби-Бобби лично. 
Они метнули ребро-бумеранг и пробили огромную брешь в облаках, которая так испугала Боби-Боби, что он не смог поймать бумеранг, который упал обратно на Землю и убил этих безрассудных мужчин. 
Это был первый раз, когда Смерть посетила род человеческий, так что с тех пор Бобби-Бобби оставался безучастным на небе, не делая больше никаких попыток помочь людям.